# Roberta Vasquez
Roberta Vasquez (Los Angeles, 13 febbraio 1963) è una ex modella di riviste per adulti ed attrice nei cosiddetti "B-movie" nota per le prodigiose misure del suo seno.
È stata nominata Playmate del mese, nel numero di Playboy del novembre 1984. Apparve in numerose pellicole, soprattutto nei B-movie d'azione, nel periodo tra la fine degli anni ottanta e gli inizi degli anni novanta.

## Apparizioni in TV
- Playboy Playmate DVD Calendar Collection: The '90s (2004) (V)
- "Love Goddesses of the World" (2001) TV Series
- Playboy: Playmates Bustin' Out (2000) (V)
- Playboy: Playmate Pajama Party (1999) (V)
- Playboy: 21 Playmates Centerfold Collection Volume II (1996) (V)
- "Joe Bob's Drive-In Theater" (1993) TV Episode
- Out for Blood (1993)
- Fit to Kill (1993)
- Sins of Desire (1993)
- Final Judgement (1992)
- Hard Hunted (1992)
- Do or Die (1991)
- The Rookie (1990)
- Guns (1990)
- Street Asylum (1990)
- Playboy: Playmates at Play (1990) (V)
- Playboy: Wet & Wild (1989) (V)
- Easy Wheels (1989) .... Tondaleo
- Picasso Trigger (1988) .... Pantera
- Playboy: Playmate Playoffs (1986) (V)
- Playboy Video Playmate Calendar 1987 (1986) (V)
- Hamburger... The Motion Picture (1986)
- Get Out of My Room (1985)